# Восточная (Могилёвская область)
Восточная (до 1964 г. - Язвы, бел. Васточнае) — деревня в составе Черноборского сельсовета Быховского района Могилёвской области Республики Беларусь.
Ранее входила в состав упразднённого Глухского сельсовета.

## История
В 1913 году действовала церковно-приходская школа.

## Население
- 2010 год — 202 человека